# Urbach (Unstruttal)
Urbach ist ein Ortsteil der Gemeinde Unstruttal im Unstrut-Hainich-Kreis in Thüringen.

## Lage
Urbach befindet sich südöstlich von Menteroda und westlich von Ebeleben an der Landesstraße 2047 und am gleichnamigen Bach. Die Gemarkung liegt bei 333 m ü. NN.

## Geschichte
Am 18. Mai 876 wurde das Dorf erstmals urkundlich erwähnt. Die Gemeinde geht von dem Jahr 874 aus. Das Dorf wurde in der späteren Geschichte öfters erwähnt. 1792 wurde es durch ein Feuer zerstört. Die Kirche St. Johannis erbauten die Bürger von 1829 bis 1841. Später erfolgten Aktivitäten zur Verbesserung der Lebensverhältnisse im Ort. Bis 1918 gehörte Urbach zur Unterherrschaft des Fürstentums Schwarzburg-Sondershausen.
Am 21. Februar 2023 lebten 289 Personen im Ortsteil.

## Wirtschaft und Infrastruktur

### Wasser und Abwasser
Die Trinkwasserversorgung übernimmt für den Ortsteil Urbach der Trink- und Abwasserzweckverband "Notter" (TAZV „Notter“). Die Abwasserentsorgung wurde für Urbach auf den TAZV „Notter“ übertragen.

## Personen
- Josef Blösche (1912–1969), ehemaliger SS-Rottenführer, lebte von 1947 bis zu seiner Verhaftung 1967 in Urbach